# Makedra
Makedra (em árabe: مقدرة), também escrito como Mekkreda, é uma comuna localizada na província de Sidi Bel Abbès, Argélia. De acordo com o censo de 2008, a população total da cidade era de 2 475 habitantes.